# Esporte Clube Operário
Esporte Clube Operário foi um clube brasileiro de futebol da cidade de Várzea Grande, no estado de Mato Grosso. Fundado em 2 de abril de 1996 para substituir o Clube Esportivo Operário Várzea-Grandense nas competições a serem disputadas. Suas cores eram verde, vermelho e branco.

## História
O EC Operário foi criado em abril de 1996, após o CEOV, atolado em dívidas, ser licenciado das competições da Federação Mato-Grossense de Futebol. Para não perder as vagas nas competições, visto que o "Chicote da Fronteira" (como o CEOV era carinhosamente chamado) tinha acabado de conquistar o bicampeonato 1994/1995, um clube novo foi criado para ocupar estas vagas. 
E em 1997 o novo clube já mostrou para o que veio. Sem dívidas e com alto investimento, o clube já conquistou o seu 1º título estadual ao derrotar o União Rondonópolis. Na sua campanha, foram 26 jogos sendo 19 vitórias, 5 empates, 2 derrotas, 61 gols pró, 16 gols contra e 45 gols de saldo,   uma campanha com 6 vitórias consecutivas e uma série invicta de 15 partidas.

### Diretoria , Comissão técnica e jogadores do 1º título
| Diretoria | Comissão Técnica | Elenco Campeão |
| Presidente: Antônio Gonçalo Maninho de Barros 1° vice-presidente: Carlos Eduardo Sacre de Campos 2° vice-presidente: Vandir Sguarezzi 3° vice-presidente: Jamim Arruda 4° vice-presidente: Roberto Martins 5° vice-presidente: Francisco Corrêa de Almeida Filho | Búfalo Gil (técnico) Carlos Pedra (Treinador físico) Gilmarzinho (preparador físico) Geraldo Malaquias (massagista) | Jean, Edílson, Antônio, Dito Siqueira, Carlinhos, Bimba, Josenilson, Jonas, Laércio, Laurinho, Márcio, Niltinho Goiano, Neymar, Araújo, Pacu, Wender, Renatinho, Paulo, Edson Luiz e Marcelo Henrique |
| --- | --- | --- |

### Brasileiro Série C
Após o título estadual veio a disputa do Brasileirão da Série C, e o Operário caiu no gruo junto com Goiânia, Operário-MS e União Rondonópolis. Infelizmente, o clube não passou da primeira fase, terminando em 3º do seu grupo e 34º na classificação geral em sua primeira participação. 

### Copa do Brasil e vice do Mato-Grossense
O ano tinha expectativa de ser um dos melhores para o Tricolor de Várzea Grande. Além de buscar o bicampeonato estadual, o time disputou a Copa do Brasil daquele ano representando Mato Grosso. O direito foi conquistado devido à conquista do estadual do ano anterior. No entanto, o Operário acabou sendo eliminado logo na primeira fase da competição pelo Vitória no estádio da Fonte Nova.
Foi mantida a mesma diretoria e comissão técnica. Comandada pelo consagrado Búfalo Gil, o Operário chegou à grande final do Mato-grossense contra o Sinop. O “Chicote da Fronteira” venceu o último jogo por 2 a 1 em Sinop, mas não conquistou o título porque havia sido derrotado na primeira partida por 3 a 1 no Verdão.

### Eliminações e Extinção
Em 1999, o empresário Carlinho Bergamasco estava na presidência do Operário. A equipe se classificando para a fase decisiva do Campeonato Mato-grossense, mas novamente, o Sinop foi o grande carrasco do tricolor eliminando a equipe várzea-grandense no estádio Gigante do Norte pelo placar de 3 a 2, assim como em 2000, quando o time novamente faz uma campanha fraca no estadual.
Em 2001, João Carlos era o presidente do Operário e a equipe acabou desistindo de disputar o Campeonato Mato-grossense. A alegação foi a falta de estrutura e apoio por parte do empresário várzea-grandense para que pudesse montar um time em condições de entrar na competição. A partir disso o time acabou se licenciando e ao mesmo tempo decidiram reativar o antigo Clube Esportivo Operário Várzea-Grandense para reviver as antigas glórias do passado. 

## Campanhas

### Torneios estaduais
Campeonato Mato-Grossense de Futebol

### Torneios nacionais
Campeonato Brasileiro - Série C
 Copa do Brasil

## Títulos

### Estaduais
- Mato-Grossense: 1997.
- Vice-campeão  Mato-Grossense: 1998.